# Gilberto Olímpio Maria
Gilberto Olímpio Maria (Mirassol, 11 de março de 1942 – Serra das Andorinhas, 25 de dezembro de 1973) foi um jornalista e militante do Partido Comunista do Brasil (PCdoB) desaparecido durante a ditadura militar brasileira após a Guerrilha do Araguaia, movimento guerrilheiro que aconteceu entre o fim da década de 1960 e começo da década de 1970, na região amazônica brasileira, ao longo do Rio Araguaia. 
Segundo depoimentos oficiais, foi morto na Serra das Andorinhas, no município de São Geraldo do Araguaia, situado entre Marabá e Xambioá. É um dos casos investigados pela Comissão da Verdade, um colegiado organizado pelo governo do Brasil para apurar mortes e desaparecimentos ocorridos durante a ditadura militar brasileira.

## Biografia
Gilberto Olímpio Maria nasceu no dia 11 de março de 1942, na cidade de Mirassol, em São Paulo. Era filho de Antônio Olímpio Maria, que trabalhava na indústria do couro em São José do Rio Preto e ocupava o cargo de Presidente do Sindicado dos Artefatos de Couro, e sua esposa Rosa Cabello Maria, tecelã e membro da Comissão Estadual de Mulheres do Partido Comunista Brasileiro (PCB).
Gilberto e a família se mudaram para São Paulo, onde ele estudou no Colégio Sarmiento. Posteriormente, ingressou no Partido Comunista Brasileiro (PCB) e tornou-se militante no Partido Comunista do Brasil (PCdoB).
Aos 19 anos, ele cursou Faculdade de Engenharia de Praga, ex-Tchecoslováquia.  Em 1963, voltou ao Brasil com o amigo Osvaldo Orlando da Costa (conhecido como Osvaldão) e trabalhou no jornal clandestino A Classe Operária, produzido pelo Partido Comunista do Brasil, onde permaneceu até o golpe militar de abril de 1964.

## Governo Militar
Em 30 de dezembro de 1964, Gilberto casou-se em Araraquara com Victória Grabois, filha do fundador do PCdoB e guerrilheiro Maurício Grabois. Para evitar chamar atenção, a cerimônia foi realizada sem testemunhas. Posteriormente, o casal se mudou para Guiratinga, no interior do Mato Grosso, onde se juntaram a Paulo Mendes Rodrigues e Osvaldão para organizar a resistência à ditadura ao lado dos camponeses. Para não levantar suspeitas, adotaram profissões de fachada. Gilberto e Osvaldo se tornaram vendedores de roupa e Victória se colocava como professora particular.
Contudo, ele foi delatado e teve de ir a São Paulo. 
Em 1966, nasceu Igor, o primeiro filho do casal. No mesmo ano, Gilberto viajou para a China, onde recebeu o treinamento apropriado para guerrilha.
Na volta ao Brasil, viveu em pequenas cidades do interior como Porto Franco, onde conheceu João Carlos Haas Sobrinho. Em 1967, eles deixaram a cidade por determinação do Partido e se mudaram para a região de Caianos, situada próxima ao Rio Araguaia, no sudeste do Pará. Na Guerrilha do Araguaia, recebeu o codinome Pedro, sob o qual atuava na comissão militar. Logo se tornou comandante do Destacamento C ao lado de Dinalva Oliveira Teixeira. Juntamente com Paulo Mendes Rodrigues e outros companheiros, fundou o povoado de São João dos Perdidos, localizado em Conceição do Araguaia.
Gilberto também ministrou aulas de política e foi responsável pelo treinamento militar de diversos guerrilheiros como José Genoino, ex-presidente do Partido dos Trabalhadores (PT).
Em 1971, a esposa e o filho de Gilberto receberam novos documentos com outros nomes, tornando-se Teresa da Rosa e Jorge de Freitas, respectivamente.

## Morte
Gilberto desapareceu no dia 25 de dezembro de 1973, quando as Forças Armadas ordenaram ataque contra o acampamento  guerrilheiro situado na Serra das Andorinhas. O Ministério da Marinha (extinto em 1999) declarou em seu relatório que Gilberto foi morto no dia do ataque, sem prestar esclarecimentos.
Uma fonte militar (que recusou-se a se identificar) testemunhou sobre as mortes e afirmou que Gilberto teria sido metralhado juntamente ao seu sogro Maurício Grabois e outros dois companheiros:
Eles emboscaram uma patrulha do Exército, que era composta de cinco homens, sendo três militares e dois mateiros. Estavam armados de revólveres calibre 38, espingardas de caça e armas brancas improvisadas. O confronto ocorreu entre Marabá e Xambioá, à margem esquerda do Araguaia. Era aproximadamente meio-dia. Eles estavam reunidos em discussão, quando a patrulha foi pressentida e sua aproximação avisada pelos seus vigias. Embora a patrulha fosse constituída de pequeno número, era de gente altamente qualificada e ainda contava com reforço de elementos locais que serviam de batedores, de guias, recrutados na população, voluntariamente. (...) Os quatro caíram no mesmo choque contra a patrulha. Morreram sob o impacto de fuzis automáticos FAL. Foram os próprios mateiros que imediatamente identificaram os mortos com a ajuda de um álbum de fotografias de terroristas procurados. Eles foram sepultados no mesmo local, com os nomes falsos, os codinomes como eram conhecidos na região da guerrilha. As próprias condições locais da floresta densa, sem vias de comunicação, a alta temperatura e umidade faziam com que os corpos se decompusessem com rapidez, o que impedia a remoção para áreas mais distantes.
Segundo a viúva Victória Grabois, a morte de Gilberto foi reconhecida pela juíza da 4ª Vara de Sucessão e Órfãos do Rio de Janeiro após a solicitação de um atestado de ausência encaminhada por ela com base na Lei da Anistia, de 1979.
A juíza reconheceu a morte datada no dia 25 de dezembro de 1973 por meio da análise de uma foto publicada no jornal O Estado de S. Paulo em 10 de outubro de 1982, que mostrava o corpo de Gilberto ao lado do sogro Maurício Grabois, e também com base nos depoimentos prestados por ex-guerrilheiros do Araguaia.
No entanto, a morte nunca foi oficializada, e o nome de Gilberto Olímpio Maria está na lista da Comissão Especial Sobre Mortos e Desaparecidos Políticos (CEMDP), criada a partir da Lei nº 9.410/95, popularmente conhecida como a Lei dos Desaparecidos e sancionada pelo então presidente Fernando Henrique Cardoso. A CEMDP ainda existe e trabalha em apoio à Comissão Nacional da Verdade (CNV).

## Homenagens post mortem
Em 1980, os familiares dos desaparecidos na Guerrilha do Araguaia se organizaram em visita à região para buscar informações adicionais e foram recebidos com honrarias pelos residentes locais, tamanha era a consideração que estes nutriam pelos guerrilheiros.
São Paulo prestou homenagem a Gilberto por meio da nomeação de uma rua do bairro Jardim Guanhembu. A cidade do Rio de Janeiro também fez o mesmo com uma rua no bairro Recreio dos Bandeirantes.